# Mary Onyali-Omagbemi
Nkemdilim (Mary) Onyali-Omagbemi (Gongola, 3 februari 1968) is een voormalige Nigeriaanse atlete. Ze was een sprintster, die brons won op de 4 x 100 m estafette tijdens de Olympische Spelen van 1992 (Barcelona) en eveneens brons op de 200 m tijdens de Olympische Spelen van 1996 (Atlanta). Onyali nam deel aan vijf opeenvolgende Olympische Spelen, van Seoel 1988 tot en met Athene 2004. Onyali droeg de vlag van Nigeria bij de openingsceremonie van de Olympische Spelen van 1996 in Atlanta, Verenigde Staten. 

## Loopbaan
Naast de Olympische Spelen was Onyali-Omagbemi erg succesvol op de Afrikaanse Spelen. Op de 100 m won ze goud in 1991, 1995 en 2003 en brons in 1987. Op de 200 m won ze er goud in 1987, 1995 en 2003. Het Nigeriaanse team, waar ze deel van uitmaakte, won de 4 x 100 m estafette op alle edities tussen 1987 en 2003.
Mary Onyali-Omagbemi is de schoonzus van Jimmy Omagbemi, die als sprinter deelnam aan de Olympische Spelen van 1960 en 1964.

## Titels
- Afrikaanse Spelen kampioene 100 m - 1991, 1995, 2003
- Afrikaanse Spelen kampioene 200 m - 1987, 1995, 2003
- Afrikaanse Spelen kampioene 4 x 100 m - 1987, 1991, 1995, 1999, 2003
- Afrikaans kampioene 100 m - 1988, 1989, 1998
- Afrikaans kampioene 200 m - 1989, 1993
- Gemenebestkampioene 100 m - 1994
- Nigeriaans kampioene 100 m - 1985, 1986, 1987, 1988, 1991, 1992, 1993, 1994, 1995, 1996, 2000
- Nigeriaans kampioene 200 m - 1985, 1986, 1987, 1988, 1990, 1992, 1994, 1995, 1996, 2000, 2001, 2003

## Persoonlijke records
Outdoor
| Afstand | Tijd          | Datum            | Plaats          |
| ------- | ------------- | ---------------- | --------------- |
| 100 m   | 10,97         | 15 augustus 1993 | Stuttgart       |
| 200 m   | 22,07 (ex-AR) | 14 augustus 1996 | Zürich          |
| 400 m   | 54,21         | 11 mei 2000      | College Station |

Indoor
| Afstand | Tijd          | Datum            | Plaats   |
| ------- | ------------- | ---------------- | -------- |
| 50 m    | 6,24          | 25 februari 2001 | Liévin   |
| 60 m    | 7,19          | 9 februari 2001  | Chemnitz |
| 200 m   | 23,05 (ex-NR) | 13 februari 1993 | Liévin   |

## Palmares

### 60 m
- 1991: 6e in ½ fin. WK indoor – 7,32 s

### 100 m
- 1985:  Nigeriaanse kamp. – 12,0 s
- 1986:  Nigeriaanse kamp. – 11,3 s
- 1987:  Nigeriaanse kamp. – 11,41 s
- 1987:  Afrikaanse Spelen – 11,47 s
- 1988:  Nigeriaanse kamp. – 11,09 s
- 1988:  Afrikaanse kamp. – 11,25 s
- 1989:  Afrikaanse kamp. – 11,22 s
- 1991:  Nigeriaanse kamp. – 11,09 s
- 1991:  Afrikaanse Spelen – 11,12 s
- 1991: 7e WK – 11,39 s
- 1992:  Nigeriaanse kamp. – 11,37 s
- 1992: 7e OS – 11,15 s
- 1993:  Nigeriaanse kamp. – 11,24 s
- 1993: 5e WK – 11,05 s
- 1993: 6e Grand Prix finale te Londen – 11,38 s
- 1994:  Nigeriaanse kamp. – 11,35 s
- 1994:  Gemenebestspelen - 11,06 s
- 1995:  Nigeriaanse kamp. – 11,33 s
- 1995:  Afrikaanse Spelen – 11,18 s
- 1995: 7e WK – 11,15 s
- 1996:  Nigeriaanse kamp. – 10,7 s
- 1996: 7e OS – 11,13 s
- 1998:  Afrikaanse kamp. – 11,05 s
- 1998:  World Cup te Johannesburg – 11,05 s
- 2000:  Nigeriaanse kamp. – 11,22 s
- 2000: 3e in serie OS – 11,36 s
- 2001: 4e in ½ fin. WK – 11,29 s
- 2003:  Afrikaanse Spelen – 11,26 s
- 2003: 6e in ½ fin. WK – 11,35 s

### 200 m
- 1985:  Nigeriaanse kamp. – 24,0 s
- 1985:  Afrikaanse kamp. – 23,98 s
- 1986:  Nigeriaanse kamp. – 23,3 s
- 1986:  WK U20 – 23,30 s
- 1987: 5e WK indoor – 23,56 s
- 1987:  Nigeriaanse kamp. – 22,82 s
- 1987:  Afrikaanse Spelen – 22,66 s
- 1987: 6e WK – 22,52 s
- 1988:  Nigeriaanse kamp. – 22,69 s
- 1989:  Afrikaanse kamp. – 23,00 s
- 1990:  Nigeriaanse kamp. – 23,11 s
- 1992:  Nigeriaanse kamp. – 22,95 s
- 1993:  Afrikaanse kamp. – 22,71 s
- 1993: 5e WK – 22,32 s
- 1994:  Nigeriaanse kamp. – 23,16 s
- 1994:  Gemenebestspelen - 22,35 s
- 1995:  Nigeriaanse kamp. – 22,85 s
- 1995:  Afrikaanse Spelen – 22,75 s
- 1995: 6e WK – 22,71 s
- 1995:  Grand Prix finale te Monaco – 22,69 s
- 1996:  Nigeriaanse kamp. – 22,3 s
- 1996:  OS – 22,38 s
- 2000:  Nigeriaanse kamp. – 22,76 s
- 2000: 5e in ¼ fin. OS – 23,03 s (in serie 22,90 s)
- 2001:  Nigeriaanse kamp. – 22,86 s
- 2001: 2e in ½ fin. WK – 22,80 s
- 2003:  Nigeriaanse kamp. – 22,4 s
- 2003:  Afrikaanse Spelen – 23,09 s
- 2003: 4e in ½ fin. WK – 22,97 s
- 2004: 8e in ¼ fin. OS – 23,75 s

### 4 x 100 m
- 1987:  Afrikaanse Spelen – 43,44 s
- 1991:  Afrikaanse Spelen – 44,21 s
- 1992:  OS – 42,81 s (in serie 42,39 s = NR)
- 1995:  Afrikaanse Spelen – 43,43 s
- 1996: 5e OS - 42,56 s
- 1999:  Afrikaanse Spelen – 43,28 s
- 2000: 7e OS - 44,05 s (in ½ fin. 42,82 s)
- 2003:  Afrikaanse Spelen – 43,04 s

### 4 x 400 m
- 1988: 6e in serie OS - 3.30,21